# Krige mellem Nordamerikas oprindelige stammer
Krigene mellem Nordamerikas oprindelige stammer er de indbyrdes og ret konstante kampe mellem Amerikas oprindelige befolkninger. De blev udkæmpet i forhistorisk tid, ligesom de fandt sted sideløbende med, at indianerkrigene mellem flere forskellige indianerstammer og de hvide udspillede sig i tiden efter 1492.

## Generelt om krigene
På det meste af kontinentet udmøntede fjendskabet mellem to indfødte nationer sig i hurtige raids mod isolerede enkeltpersoner og smågrupper udført af krigsgrupper, der opererede på egen hånd langt fra eget territorium; men også i afbrænding af byer under massakrer på hele bybefolkninger i planlagte storangreb udført af talmæssigt overlegne stammehære.:146  Den dødelige vold kunne være rettet mod fremmede indianere med et andet sprog,:85  anderledes skikke og levemåder,:304  eller målet kunne i sjældne tilfælde være at ramme f.eks. kættere:504  eller andre udbrydergrupper indenfor stammen, der æggede til splid.
Gennem århundreder mistede mænd, kvinder og børn livet i kampe om bl.a. retten til jagtmarker,:163  dyrkbare floddale:110  eller måske andre natur-ressourcer, som f.eks. catlinit-bruddet ved Pipestone, Minnesota.:359  Under væbnede konflikter om f.eks. at hævde eller vinde en dominerende plads i et attraktivt handelsnetværk led begge de stridende parter tab.:21  Oprindelige folk faldt i tidens løb som ofre for andre indianeres hævntogter, personlige ambitioner:77  eller forfængelighed,:90  behov for spænding,:86  værn om selvværd:134  eller familiens anseelse:141  samt indfrielse af det sociale krav om at udmærke sig på krigsstien.:292 
Ydre tilskyndelser til at idealisere, foreslå og godkende brugen af vold kan have været lange tørkeperioder (som på prærien i 1200-tallet):224  og mindre varme somre (som under den lille istid i starten af 1400-tallet), der f.eks. tvang majsdyrkende stammer til at foretage risikable indvandringer i områder kendt som risiko-zoner.:228 

### Krigerne
Oftest tilsluttede en mand sig frivilligt en krigsgruppe anført af en leder, han havde tillid til og som ejede et effektivt krigsbundt. Lederen tilhørte tit det samme krigerselskab som han selv.:142  Krigernes alder kunne variere fra ca. 17 år og opefter.:88 
Højt beundrede selvmordskrigere kunne sætte sig selv i fokus, når de som de eneste overhovedet red frem mod en fjendtlig lejr for at kæmpe til døden efter eget valg og derved blive husket i stammen.:61 
Hvis lejligheden bød sig eller det forekom betimeligt at samle en hær, kunne krigere fra flere lejre eller allierede stammer slå sig sammen for at tilføje en fjendtlig, indfødt nation et afgørende nederlag.:71 
Enkelt kvinder udførte krigerbedrifter på lige fod med stammens mænd, som f.eks. crowernes tilfangetagne gros ventre kvinde Woman Chief, der udmærkede sig i kampe mod blackfoot folket.:68 

### Krigernes våben og måderne at forsvare sig mod dem
I forhistorisk tid kom korte kastespyd og stridskøller i brug under kamp. Krigerne værgede for sig med kropsstore skjolde:12  og måske parere-stokke til at slå flyvende spyd til jorden.:222  Flitsbuer blev anvendt fra omkring år 700 i det sydøstlige Nordamerika. :157  Ildpile udgjorde en fare for træpalisaderne om en indianerby, og fra ca. 1250 pudsede flere østlige skovindianere pæleværket for at gøre det mindre fængbart.:158  Omkring 1300 vandt en stærkere bue frem på den sydlige prærie, som affødte tykkere skindskjolde hos modparten.:5 
Med de hvide på kontinentet kom muligheden for at supplere kriger-arsenalet med nye våben som geværer samt både knive og slagvåben af metal.:148 

### Trofæer og krigsbytte
Sejrherrerne sikrede sig regelmæssigt trofæer som skalpe,:266  kæbeben, hoveder:26  og afskårne lemmer.:125 
Krigsbyttet kunne være f.eks. slaver,:16  erobrede våben,:45  værdifulde skindbundter:92  eller majs i forrådsgruber i stormede byer:97  samt tilfangetagne kvinder og børn.:26  Nogle fanger havde held til at flygte, :99 , mens andre lod sig integrere i stammen.:297  Efter de hvide bragte heste til kontinentet, blev ride- og trækdyrene et incitament for flere krigere til at snige sig ind i fjendtlige stammers territorium for at erobre dem.:108 

### Tabstal
Sammenstød mellem to grupper eller lejre af cirka samme størrelse resulterede ofte i verbale trusler afgivet på sikker afstand, vilde gebærder og skinangreb, men uden at mange, hvis overhovedet nogen, mistede livet.:288 
Skønt indianernes indbyrdes kampe gerne kun krævede få ofre, gjorde tabene dog mærkbare indhug i en nations befolkning som følge af antallet af raids udført år efter år; ikke mindst blandt dens unge og yngre mænd.:229  Af 40 drenge i hidatsaernes Stone Hammer aldersselskab i 1865 blev næsten hver femte dræbt i kamp med en anden stamme, før de fyldte 30 år.:98  I pawnee stammen var seks ud af ti voksne personer kvinder, og en konsekvens af den ulige kønsfordeling var at stammen - som mange andre stammer - praktiserede flerkoneri.:108 
Store tab fulgte, når en samlet styrke overraskede en klart talmæssigt underlegen eller forsvarsløs lejr.:26 

## Indianerkrigene gennem tiderne (udvalgte eksempler)

### De ældste tegn på væbnede konflikter
Ældst af alle tegn på brug af vold i Nordamerika er spydspidsen i hoften:10  på Kennewick Man, der døde i Washington 7.000 eller 8.000 år f.Kr.:214 
I Alabama døde fire mænd og tre kvinder med spydspidser i kroppen engang mellem 1.000 og 4.000 år f.Kr.:227 
En stenspids fundet lejret i lårbensknoglen på en mand fra omkring år 1.800 før vor tidsregning synes at være tegn på en væbnet konflikt af en art for flere tusinde år siden.:10 

### År 1 til 500
I det vestlige Oklahoma blev legemet af en person med hovedet skåret af og to andre med pilespidser siddende i kroppen lagt i den samme grav.:11 
Pilespidser af sten er også fundet i nogle skeletter fra to små fællesgrave på Columbia Plateau fra sidst i denne periode.:214 
Ud af mindst 92 mennesker begravet på samme tid i det sydøstlige Utah bar nogle tegn på skader efter spidse våben og knivstik. Mange af kranierne havde læsioner som efter kølleslag.:220-221 

### År 500-1000
I hvert sjette udgravede skelet på den nordvestlige prærie fra omkring midten af denne periode er der fundet pile- eller spydspidser siddende i en eller flere knogler. Et skelet i Wyoming havde 14 spidser lejret i knoglerne.:11 
Af 24 gravlagte folk i Texas var de seks blevet ramt i ryggen af pileskud.:12 

### År 1000-1492
I starten af perioden motiverede en reel og varig bekymring for angreb flere og flere østlige skovindianere til at befæste deres byer.:227 
Engang i første halvdel af tidsafsnittet var Fay Tolton Site ved Missouri River, South Dakota, scene for en væbnet konflikt. I begge af byens to eneste udgravede jordhytter lå der skeletter, fem i alt, hvoraf det ene havde en pilespids siddende i højre skinneben. Begge hytter var brændt.:346 
Omkring år 1280 mistede mindst 41 mænd, kvinder og børn livet under et angreb på Castle Rock Pueblo i Colorado.:494  Små 15 km derfra blev mindst otte dræbt i Sand Canyon Pueblo omkring samme tid.:492 
Pilespidser i kroppen, skæremærker efter skalperinger og ofre med afskårne hoveder er nogle af tegnene på en blodig strid ved en indianerby i Illinois i 1300-tallet. Mindst 43 døde.:227 
I det nordøstlige Nordamerika var kun få owasco byer uden en beskyttende palisade efter 1350.:154 
Engang i det 14. århundrede led mindst 35 inuitter ved MacKenzie Deltaet i Northwest Territories en voldsom død som blandt andet skæremærker på forskellige skeletdele vidner om.:212 
Omkring 1325 fandt en de værste indianermassakrer overhovedet sted, da mindst 486 mænd, kvinder og børn blev dræbt under angrebet på deres by tæt ved Missouri River, South Dakota.:225 
Allersidst i perioden frygtede indbyggerne i Arzberger Site i South Dakota så meget for deres liv og suverænitet, at de omgav deres hjem med en mere end 2 kilometer lang forsvarsgrøft og palisade med bastioner.:20 

### Efter Columbus: År 1492-1900
1649: To huron byer faldt efter at irokesere havde gennembrudt palisaderne. Angriberne stak den ene by i brand.:146 
1680: Kaskaskia illinois indianernes store sommerby ved Illinois River, Illinois, blev angrebet og ødelagt af irokesere.:259 

#### år 1700 til 1800
Engang midt i 1700-tallet magtede arikaraerne i en by i South Dakota ikke at dæmme op for et angreb, og mindst 71 indbyggere mistede livet. Dele af byen blev stukket i brand.:226 
1750: Omkring denne tid og også senere indridsede (sandsynligvis) shoshoner flere kampscener med beredne krigere i sandstenene ved Milk River, Alberta.:23  Et gengivet angreb på en lejrcirkel med 24 tipier udført af 71 krigere bl.a. bevæbnet med flintebøsser er fra en senere dato og tilskrives en ukendt sortfod.:29 
1755: Yanktonai siouxerne udkæmpede en kamp med winnebagoerne. Gennem to århundreder lå yanktonai - og santee siouxerne skiftevis i krig med winnebagoerne og indgik langvarige fredsaftaler med dem.:34  Ellers kom yanktonaierne især i kamp med arikaraer, assiniboiner, hidatsaer, mandaner, plains creer og plains ojibwaer samt omahaer og pawneer.:6 
1758: Franskmænd kommenterede fjendskabet mellem kansaer og pawneer,:149  som med vekslende intensitet forsatte de næste mere end 100 år.:55 
1770erne: Efter tidligere at have lidt under osage angreb:36  tiltvang quapawerne ved Arkansas River sig overtaget i dette årti. Osagerne bad om fred i marts 1777 og fik det.:44  Quapawernes gåpåmod var blevet understøttet af spanierne, der havde givet en dusør for hver osage skalp bragt til Fort Carlos III ved Mississippi River.:44 
1790erne: Sac og fox krigere massakrerede missouriaerne på vej ned ad Missiouri River i trækanoer.
1793: Gros ventre krigere havde udkæmpet kampe på den nordligste prærie med både plains creer og assiniboiner siden 1777. Dette år blev en sovende gros ventre lejr ved South Saskatchewan River tæt ved handelsstation South Branch House løbet over ende af en kombineret styrke plains creer og assiniboiner.:42  Flere end 100 lejrfolk blev angiveligt dræbt.:32 

#### År 1800 til 1850
1800: I løbet af år 1800 og det næste år med faldt 150 gros ventres, navnlig kvinder og børn, i sammenstød med plains creer og disses kampfæller i assiniboine stammen.:46 
1800: En yanktonai sioux vintertælling indledes med at fastholde 30 siouxers nederlag til crowerne for eftertiden.:265  Lakotaen American Horse beretter om en sejr over en crow lejr med 30 tipier året efter.:134  Af sioux grupperne ville først og fremmest lakotaerne udkæmpe både angrebs- og forsvarskampe med crowerne næsten årligt frem til sidst i 1870erne.
1800: Fra starten af 1800-tallet indgik arapahoerne i en mere eller mindre fast alliance med lakotaer og cheyenner. Den dominerende trio drev kiowaerne og comancherne syd for Arkansas River, Colorado, samt crowerne vest for Powder River, Wyoming. Arapahoerne stødte endvidere sammen med pawneer, og de krigedes med uterne i det vestlige Colorado.:16 
1817: Med flere øststammers mere eller mindre tvungne flytning vestpå til Arkansas og Missouri i områder afstået til USA af osagerne opstod der gnidninger mellem de nytilkomne og de lokale indianere. Efter først at have været plaget af osager:53  angreb cherokee, choctaw, creek og shawnee stammerne osage høvding Claremores næsten krigerløse by ved Lower Verdigris River i 1817 og dræbte mange og tog adskillige til fange.:10  Fire år senere angreb cherokeerne atter byen, hvilket endte med tab på begge sider.:11 
1817: Cheyenne stammen rettede dens vigtigste krigsbundt mod shoshonerne dette år og igen i 1843, men begge gange uden meget held. De to stammer vedblev at drage i krig mod hinanden gennem flere årtier.:141 
1819: Crowerne og cheyennerne var allerede gamle fjender på denne tid,:127  og de vedblev at bekrige hinanden nærmest årligt gennem de næste mere end 50 år.:297  Dette år gjorde crowerne det af med 30 unge cheyenner fra et krigerselskab, der prøvede at erobre heste fra dem.:23  Cheyennernes hævn kom året efter.
1820: Tongue River massakren på crowerne.:26 
1830: Omkring denne tid erobrede pawneerne cheyennernes hellige pile i ærlig kamp.
1833: Cut-throat massakren på kiowaerne.:33 
1833: Pimaerne dukkede tidsnok op ved Gila River, Arizona, til at redde mange maricopa kvinder fra at blive ført bort som fanger af yumaerne, der led et stort nederlag.:38  Pimaernes vintertællinger beretter om såvel fortsatte forsvarskampe som pima raids mod yumaerne de næste årtier, ligesom de nævner gentagne sammenstød med apacher.:45 
1833: En hær assiniboiner og plains creer overraskede en sovende lejr pieganer i Montana. Pieganerne og andre fra blackfoot stammen havde da udkæmpet kampe med assiniboinerne de foregående 50 år,:6  og de ville fortsætte de blodige konflikter de næste fire årtier.:117  En kortvarig fredsaftale med plains creerne havde holdt til 1806, hvorefter de to indfødte folk igen omskabte forskellige lokaliteter på den nordlige prærie til kamppladser.:35 
1836: Den 10. januar:52  kastede hidatsaerne sig over en yanktonai sioux lejr tæt ved deres by. Angrebet på de op mod 50 tipier:29  var en hævn for andre yanktonaiers tyveri af majs fra byens lagre dagen før. Hidatsaerne og deres allierede i mandan stammen ville igen og igen støde sammen med især forskellige siouxer de næste årtier.:277 
1837: En lejr kiowaer, kiowa apacher og comancher uskadeliggjorde en krigsgruppe cheyenner på mindst 42 unge krigere.:73  Cheyennerne tog hævn året efter.
1838: Slaget ved Wolf Creek.:79 
1838: I vinterhalvåret 1838-1839 nedkæmpede kiowaerne en krigsgruppe arapahoer.:274 
1839: Om morgenen den 9. januar stak en gruppe yankton siouxer arikara byen ved handelsstationen Fort Clark, North Dakota, i brand.:181 
1841: Efter at have accepteret at bosætte sig i Kansas vest for Missouri River gik delawarerne oftere og oftere ud mod bl.a. stammer med en længere tilknytning til territoriet.:90  I 1841 var et punkt nået, hvor USA fandt det påkrævet at true stammen med at tilbageholde dens årsydelse for afståede landområder, hvis ikke den opgav aggressionerne mod nabostammerne, inclusive visse siouxer. Om nødvendigt ville hæren i Fort Leavenworth prøve at afskære krigsgrupperne fra at nå frem til deres mål.:79 
1840erne: I dette årti led blackfoot krigere nogle bemærkelsesværdige tab på 15-20 krigere i hver af mindst fire kampe med de ellers talmæssigt underlegne flatheads, kutenaier og kalispels.:56  Den kvindelige kalispel kriger Red Shirt anførte stormen på en forskanset blackfoot krigsgruppe engang i perioden, så hendes folk kunne nedkæmpe samtlige 30 fjender.:73 
1843: Lakotaer angreb en pawnee by i Nebraska den 27. juni, dræbte mange og stak mindst tyve jordhytter i brand.:99  Et udslag af kampen var pawnee stammens forgæves forsøg på at trække USA ind i lokal-konflikten ved at bede major Wharton sørge for, at lakotaerne ikke angreb dem igen.:213 
1845: Slaget ved Judith Gap, Montana.

#### År 1850 til 1900
1852: Cheyenne høvding Touching Cloud dør i et angreb på en pawnee lejr.:92 
1855: Ved et tilfælde stødte to store ponca lejre på en pawnee lejr under stammernes sommerjagt på prærien. Pawneerne snød den ene gruppe, men de led et stort nederlag til den næste.:30 
1857: Slaget ved Pima Butte, Arizona, hvor en hær yumaer og mohaver blev nedkæmpet af forsvarende maricopaer og pimaer.
1858: Oglalaerne massakrerede en flyttende lejr arapahoer.:140 
1862: Massakren på tonkawaerne.
1862: En krigsgruppe siouxer brændte flere jordhytter i den fælles mandan -, hidatsa - og arikara by Like A Fishhook Village i december.:119 
1867: En lejr pieganer ved Cypress Hills, Saskatchewan, slog et massivt angreb fra en nystiftet alliance river crows og gros ventres:106  tilbage.:197  Med op mod 300 dræbte:51  regner gros ventre stammen nederlaget for det værste i dens historie.:402 
1870: En stor hær assiniboiner og plains crees fra fire forskellige lejre undervurderede ildkraften fra en angrebet blood blackfoot lejr, der uventet fik hjælp af tililende pieganer med repeter-geværer.:15  Omkring 40 blood- og piegan-krigere faldt under kampen ved Fort Whoop Up, Alberta, der kostede mellem 200 og 300 angribere livet.:117 
1873: Det sidste, store slag mellem to indianerstammer fandt sted den 5. august, da lakotaer massakrerede en pawneer-lejr på vej tilbage til reservatet i Nebraska efter en vellykket bisonjagt på prærien.:139 